# Palazzo Gio Vincenzo Imperiale
Il palazzo Vincenzo Imperiale è un edificio storico italiano, sito in piazza Campetto (civici 4, 6, 8 e 8a), nel centro storico di Genova. È uno dei Palazzi dei Rolli che furono designati, al tempo della Repubblica di Genova, a ospitare gli ospiti di alto rango durante le visite di stato per conto del governo genovese.
Progettato e decorato nella seconda metà del Cinquecento da Giovan Battista Castello, costituisce una delle maggiori creazioni manieriste in Liguria.
Dal 1945 è sottoposto a vincolo di tutela da parte della soprintendenza.

## Storia
Adiacente lo scomparso palazzo Spinola Doria e dominante pressoché tutto Campetto, il palazzo fu costruito intorno al 1560 dal celebre artista Giovan Battista Castello detto il Bergamasco per Vincenzo Imperiale, come è riportato sull'architrave del portale principaleː VINCENTIUS IMPERIALIS MICHAELIS FILIUS 1560. Il figlio Gio Giacomo, che lo ebbe in fidecommisso, commissionò l'ampliamento verso Soziglia su progetto di Andrea Ansaldo, e la realizzazione del rettifilo che lo collega a san Lorenzo.
Inserito dal 1576 nella prima lista dei rolli di Genova con gli eredi di Vincenzo, vi rimase fino a quella del 1664. Da quando, nel 1584, Gio Giacomo Imperiale - eletto nel biennio 1617-1619 doge della Repubblica di Genova - aprì la nuova "strada imperiale"  (oggi Scurreria la Nuova), una piccola parte della facciata è, assieme al portale, visibile da piazza San Lorenzo secondo una prospettiva non prevista dal Castello, che immaginò una sontuosa facciata per rispondere a una visuale di scorcio e di sotto in su.
Passò quindi in eredità al figlio, Giovanni Vincenzo Imperiale, celebre letterato che vi ospitò una fra le collezioni d'arte più celebri della città, divisa fra il palazzo e la villa di Sampierdarena, nota come Villa Imperiale "La Bellezza". Fra i pezzi più celebri, vi erano il Ritratto di Giovanni Vincenzo Imperiale, di Antoon van Dyck (1626), oggi a New York, National Gallery of Art, e il Ritratto della Marchesa Brigida Spinola Doria, seconda moglie di Vincenzo Imperiale, di Peter Paul Rubens, oggi a Washington, National Gallery of Art.
Il palazzo fu danneggiato nel bombardamento navale del 1684 e più gravemente in quello aereo del 1942.

## Descrizione

### Facciata
La facciata, unanimemente attribuita al Bergamasco, presenta evidenti richiami al romano Palazzo Massimo alle colonne, capolavoro del Peruzzi. Come questa, si incurva a seguire l'andamento irregolare della piazza, e presenta a piano terreno un portale con colonne e fregio di ordine dorico, che si apre su una copertura a bugnato. 
In contrasto alla sobrietà del piano terreno e del primo piano nobile, ai piani superiori si dispiega una vivacissima decorazione, dal repertorio inconsueto e anticlassico, ove le fantasie dello stucco prevalgono nettamente sulle campiture ad affresco. Al secondo piano nobile allungate erme femminili di profilo sorreggono timpani alternati triangolari e centinati, poggianti su volute arricciate che ricordano i capitelli ionici. Al piano ancora superiore, l'elaboratezza degli stucchi raggiunge la sua acme nelle cornici delle finestre, nei mascheroni demoniaci, leonini, zoomorfi e alati, e nei putti a tutto tondo seduti su ghirlande, stucchi che riprendono le elaborate ornamentazioni della celebre Galleria di Fontainebleau, riportandole qui inaspettatamente su un prospetto esterno. All'ultimo livello, nella teoria di erme poste alternatamente in visione frontale e di profilo, la fantasia tende al grottesco mostruoso. 
Le divinità greche rappresentate ad affresco fra le finestre seguono una criptica simbologia magico-alchemica, ispirata alla filosofia ermetica rinascimentale e all'antico testo del Picatrix. La figura di maggior rilievo, al di sopra del portale principale è Giove, con le folgori in pugno, seduto sull'aquila, simbolo della casata Imperiale. Seguono le Tre Grazie, Diana, Marte, Apollo, Venere. Dall'altro lato, le deità del mondo sublunare, Cerere, Proserpina ed Ebe. Gli affreschi sono considerati opera tarda dell'Ansaldo, del terzo decennio del Seicento. 

### Interni
Il grande atrio del piano terra si apre totalmente con quattro arcate verso il cortile: pilastri sorreggono gli archi, in analogia a quanto avvenne nel palazzo Pallavicini-Cambiaso in Strada Nuova, l'odierna via Garibaldi. Gli ambienti interni conservano al piano terreno affreschi di Giovanni Battista Castello e di Luca Cambiaso con una fantasia di grottesche e figurine incorniciate a stucco, fra le quali spiccano i due maggiori episodiː il convito per le Nozze di Amore e Psiche, e Amore chiede a Giove Psiche in sposa.
Centrato su una corte quadrata con solo due campate per lato, il palazzo, che l'Anonimo nel 1818 definì immenso, si sviluppa su scale affacciate a logge diversamente orientate in inediti svolgimenti di spazi. Un esercizio commerciale occupa oggi interamente il pianterreno così che lo scalone è accessibile da un ingresso secondario, posto alla destra dell'ingresso principale. Tramite lo scalone si accede al primo piano nobile, nel quale trovano posto un bar/ristorante e uno studio di architettura. Ha ospitato anche il Museo della Filigrana.
Gli affreschi del primo piano, delle Sale di Apollo e del Ratto di Proserpina, sono in cattivo stato di conservazione.
Al secondo piano nobile si tenne un celebre "duello pittorico" fra Luca Cambiaso e Giovanni Battista Castello, che affrescarono - separati da un tramezzo ma con esiti compatibili e altissimi a detta di Raffaele Soprani - diversi episodi delle Storie di Cleopatra. Altre decorazioni sono da attribuire a Bernardo Castello (Sala della Gerusalemme Liberata) e Domenico Piola, che intervenne a sanare i danni lasciati dalle bombe del Re Sole nel 1684. Anche lo scalone presenta una decorazione ad affresco sulla volta, con fini grottesche e bei portali sormontati da busti marmorei, oltre agli affreschi raffiguranti la Contesa tra Apollo e Amore e Apollo e Dafne, eseguiti dal Cambiaso. Oggi le sale meglio conservate sono la sala della Conquista di Gerusalemme, affrescata sulla volta da Bernardo Castello, insieme con sei episodi della Gerusalemme Liberata attinenti alla storia di Genova, e la sala delle Virtù di Cimone ateniese, anch'essa opera del Cambiaso (per gli affreschi) e del Bergamasco (per gli stucchi).
Suddiviso già nel XIX secolo in appartamenti da pigione, brutalmente spogliato da abbandoni bellici, al suo interno è ancora possibile ammirare un camino monumentale.

## Galleria d'immagini

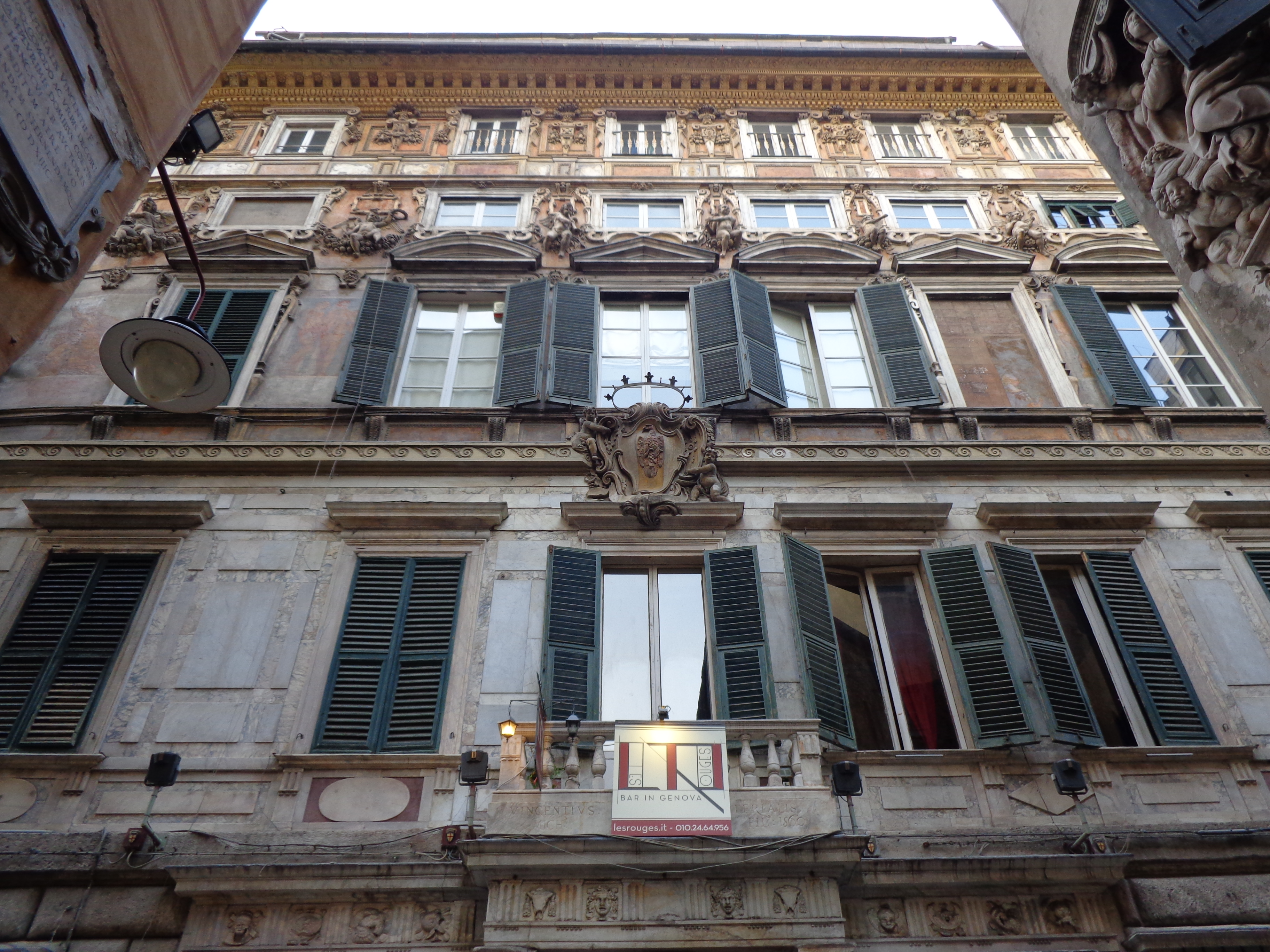
Particolare della facciata
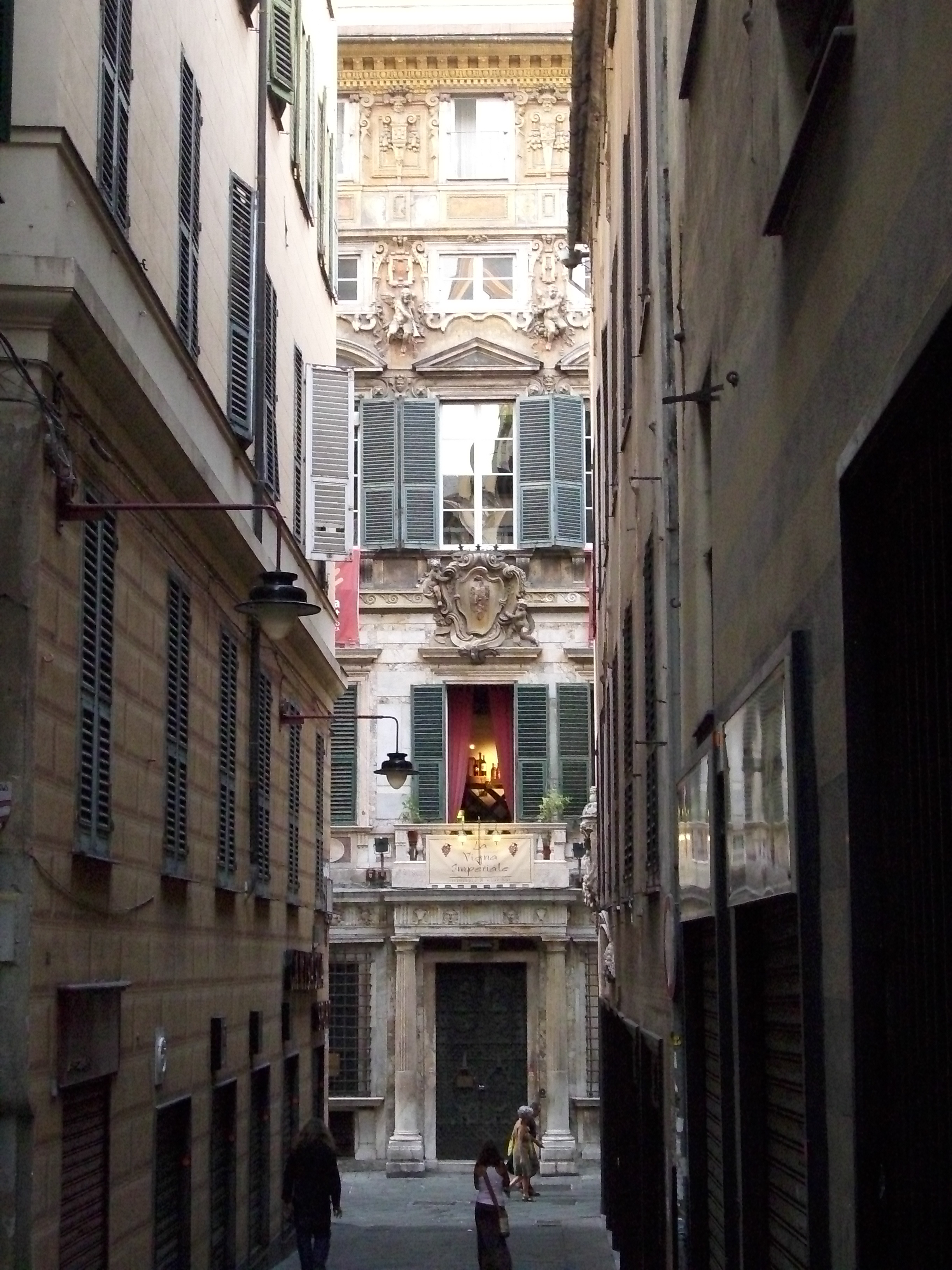
Parte della facciata vista da via di Scurreria
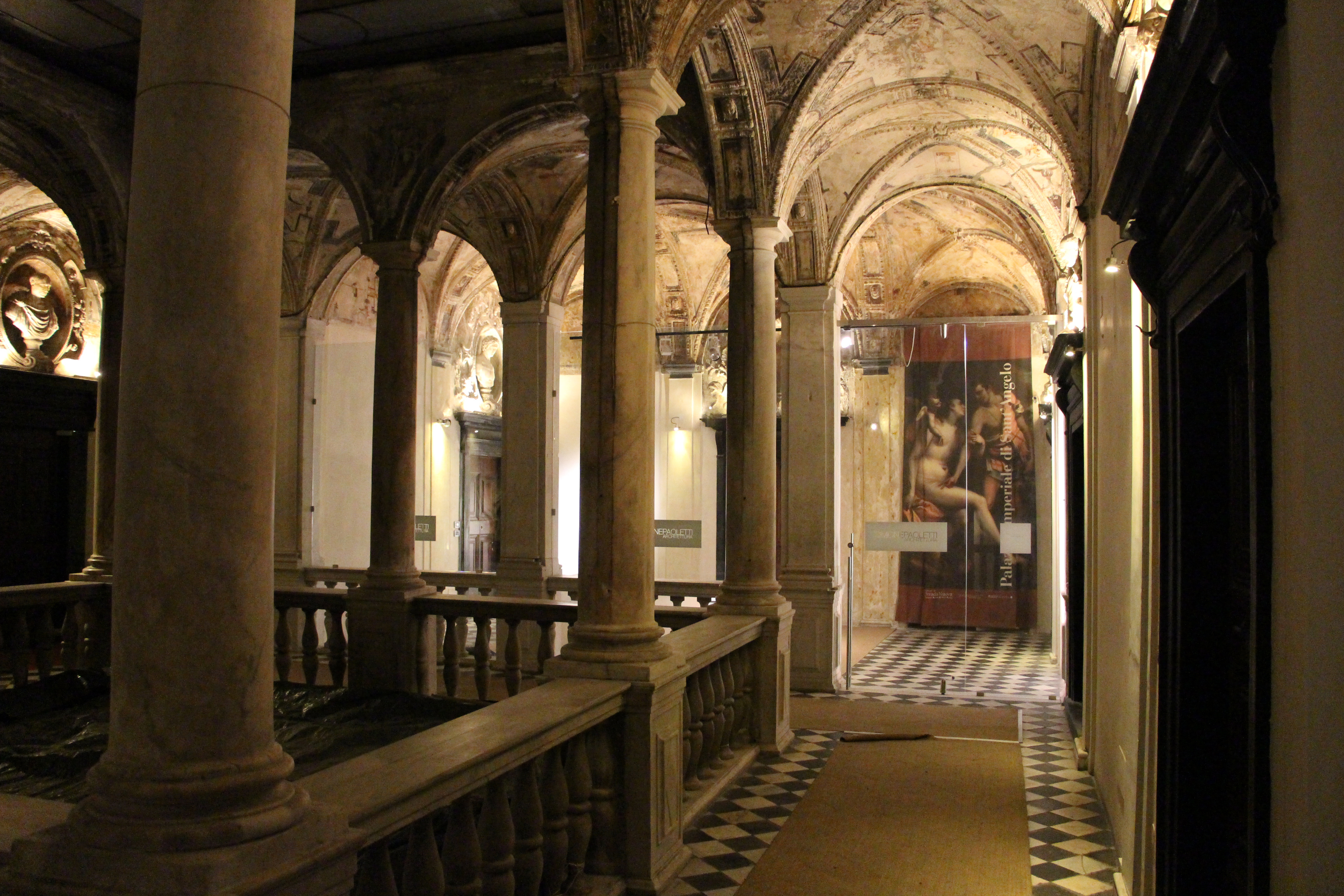
Il cortile
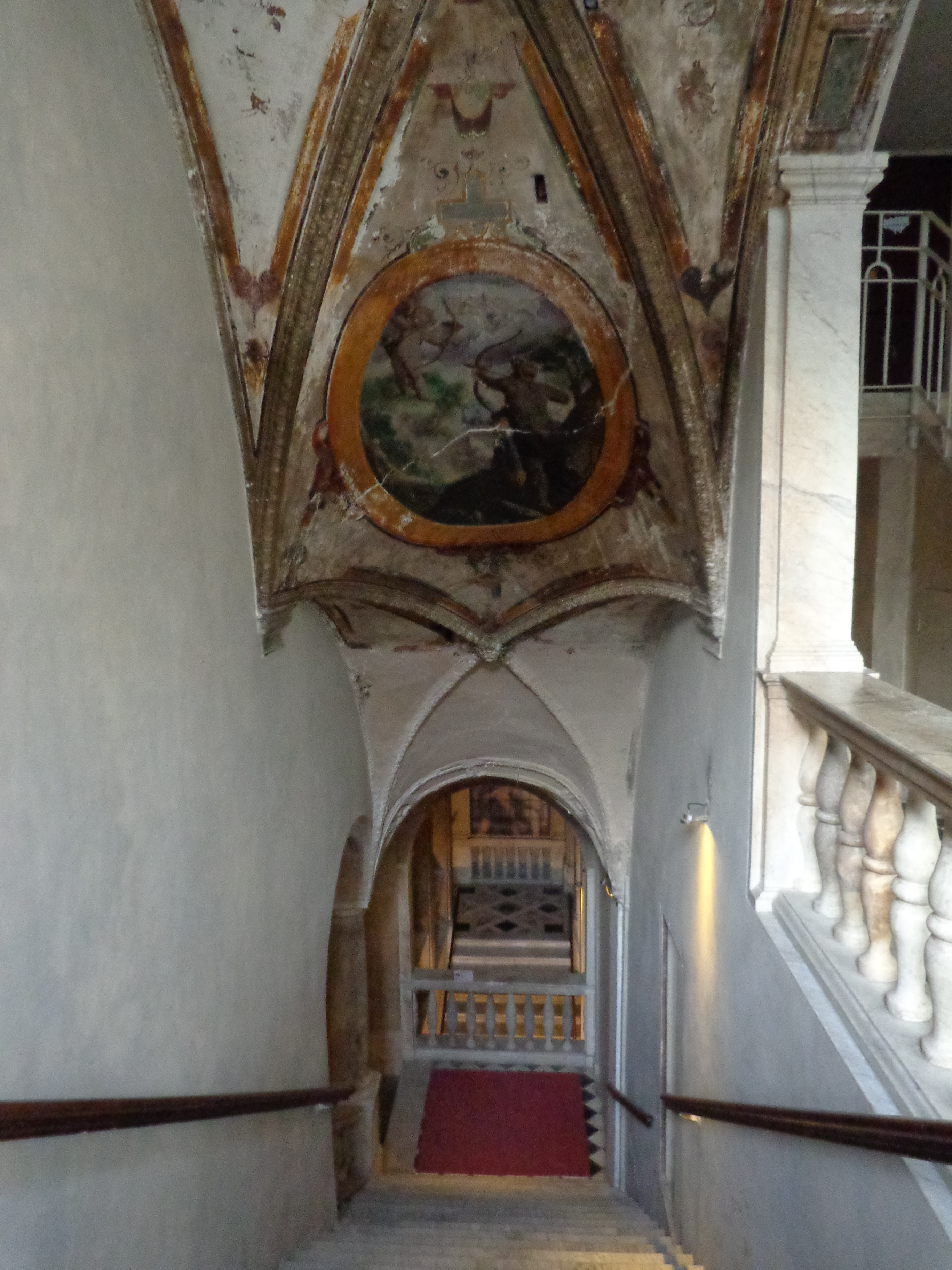
Scala
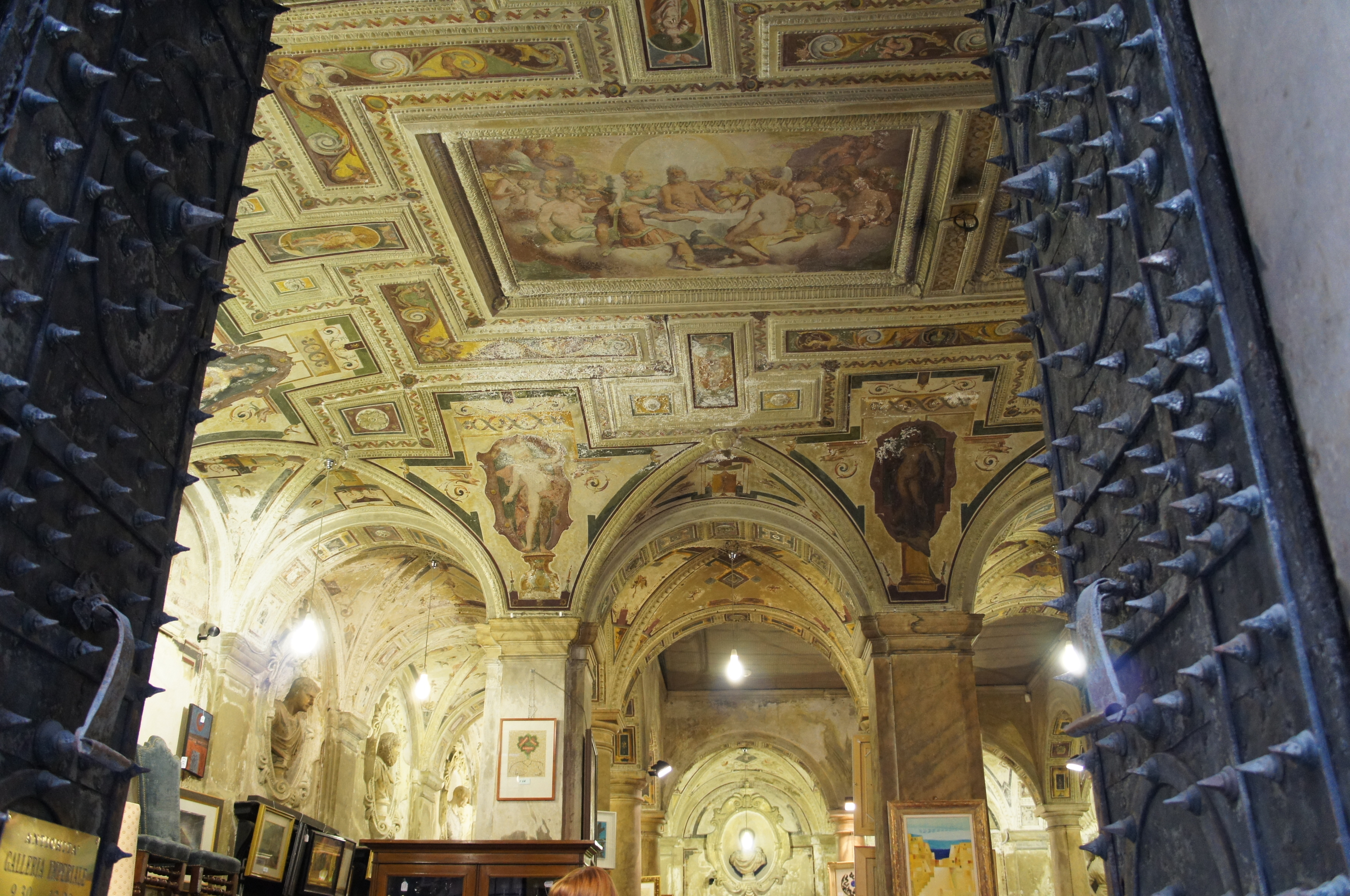
Atrio affrescato
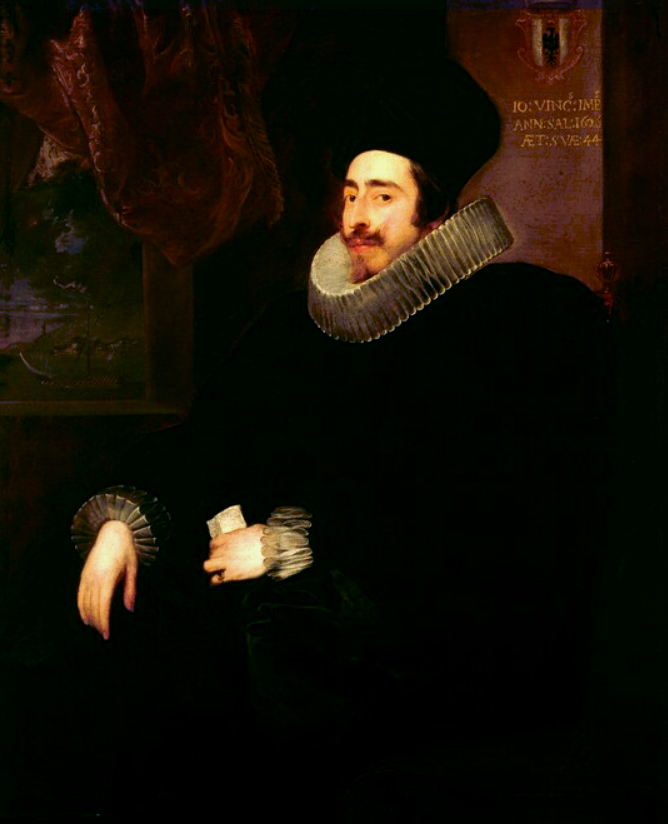
Antoon van Dyck, Ritratto di Giovanni Vincenzo Imperiale, 1626, New York, National Gallery of Art
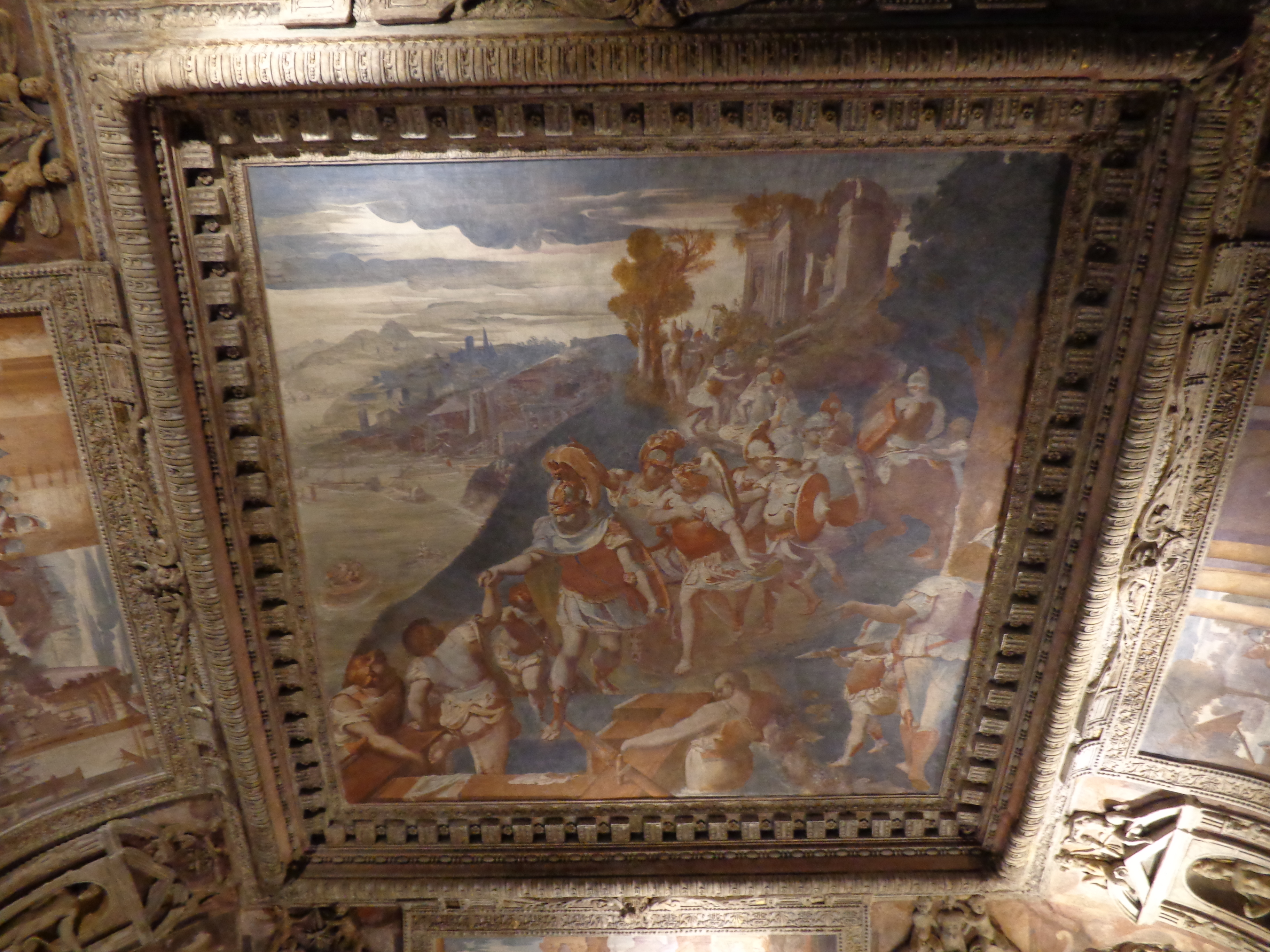
Imbarco di Enea, affresco del secondo piano
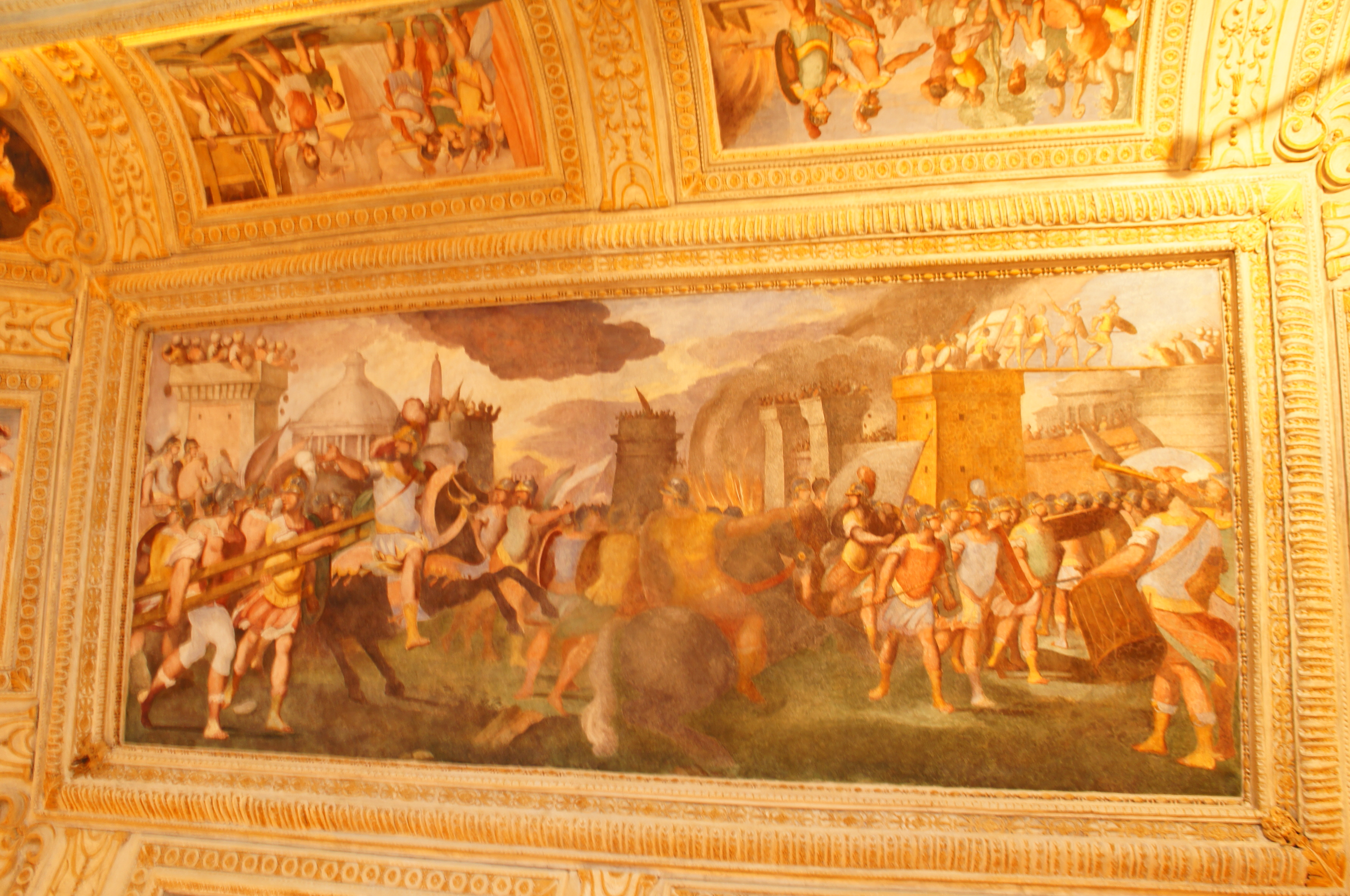
Bernardo Castello, Conquista di Gerusalemme